# Keiweg-Leberg
De Keiweg-Leberg is een helling in de Vlaamse Ardennen nabij Zegelsem.

## Wielrennen
De Keiweg-Leberg is 6 maal (1984-1989) opgenomen geweest in de Ronde van Vlaanderen. De top komt uit op de bekende Leberg welke de laatste jaren in de Ronde wordt beklommen.
De eerste 450 meter hebben een hoogteverschil van 40 meter (8,4% stijging), in de laatste 500 meter zit nog slechts 9 meter hoogteverschil.
In 1990 werd de Leberg beklommen en dus werd meer kasseiweg in de Haaghoek gereden. Daarvoor werd dus eerder afgeslagen en werd de beklimming via de Keiweg begonnen, direct gevolgd door de Leberg.
De Keiweg werd in de Ronde steeds gesitueerd tussen de Varentberg en de Berendries, enkel in 1984 zat tussen de helling en de Berendries nog de Molenberg.
Vroeger werd de helling ook weleens opgenomen in Dwars door België.